# Эхеверия Раньона
Эхеверия Раньона (лат. Echeveria runyonii) — вид суккулентных растений рода Эхеверия, семейства Толстянковые.

## Описание

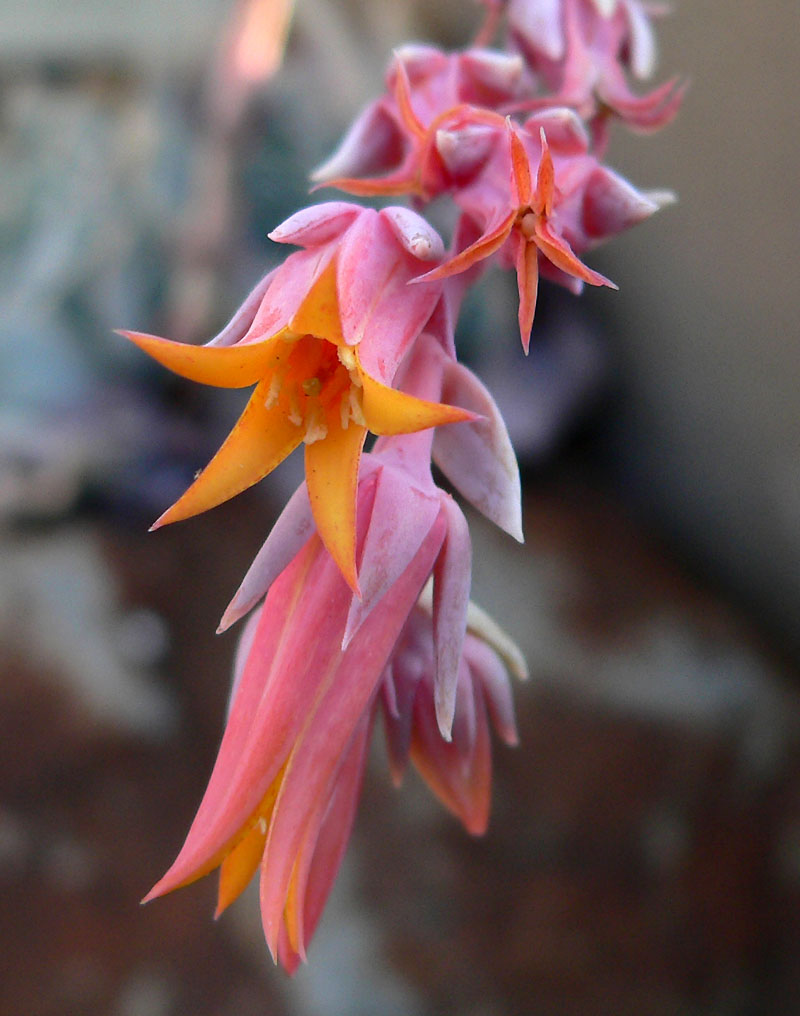
Соцветие

Эхеверия Раньона образует розетку диаметром 8-10 см. Листья лопатчато-клиновидные, усеченно-заостренные и заостренные. Они сизовато-розовато-белого цвета и имеют размеры 6-8 на 2,5-4 см (2,4-3,1 на 1,0-1,6 дюйма). Одиночный стебель достигает 10 см (3,9 дюйма) в длину и более и имеет диаметр примерно 1 см (0,39 дюйма). Соцветия 15-20 см (5,9-7,9 дюйма) в высоту, имеют 2-3 цветка, заметные прицветники и цветоножки длиной примерно 4 мм. Красные цветки имеют восходящие раскидистые чашелистики до 11 мм и пятиугольные венчики размером 19 — 20 × 10 мм.

## Распространение
Родным ареалом этого вида является Мексика (штат: Тамаулипас). Этот суккулентный полукустарник произрастает в основном в биоме пустыни или сухих кустарников.

## Таксономия
Джозеф Роуз описал Эхеверию Раньона в 1935 году.
Echeveria runyonii Rose, Cact. Succ. J. (Los Angeles) 7: 69 (1935).

#### Этимология
Echeveria: Эчеверия названа в честь Атанасио Эчеверрия, ботанического иллюстратора, внесшего свой вклад в Flora Mexicana.
runyonii: видовой эпитет происходит от техасского ботаника-любителя Роберта Раньона (англ. Robert Runyon). Руньон собрал типовой образец в саду Матаморос, Тамаулипас в 1922 году.

#### Синонимы
Гетеротипные (основанные на разных номенклатурных типах):
- Echeveria runyonii var. macabeana E.Walther (1935)

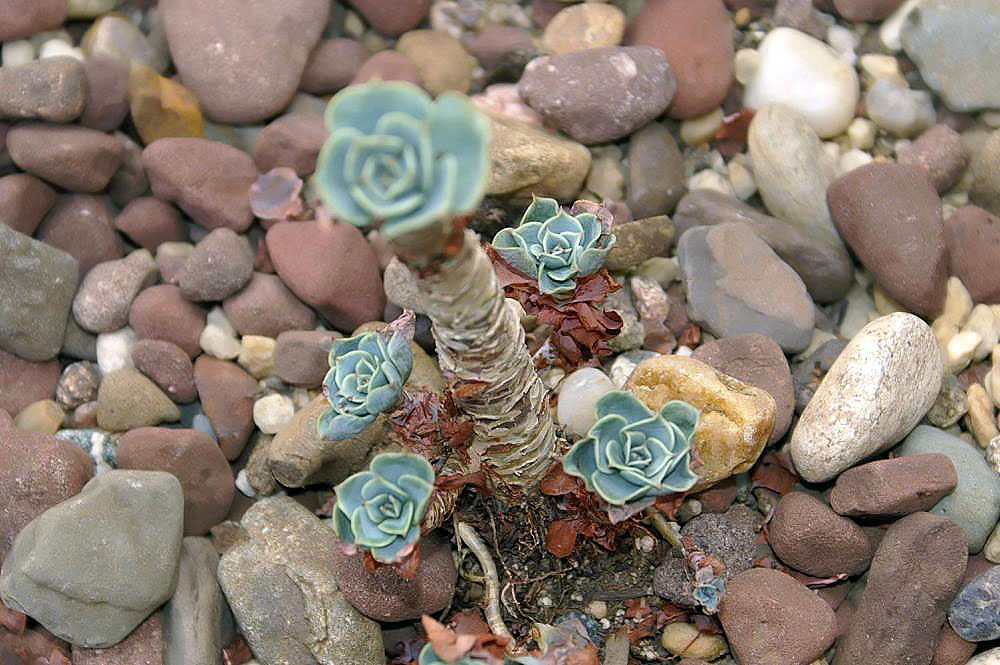
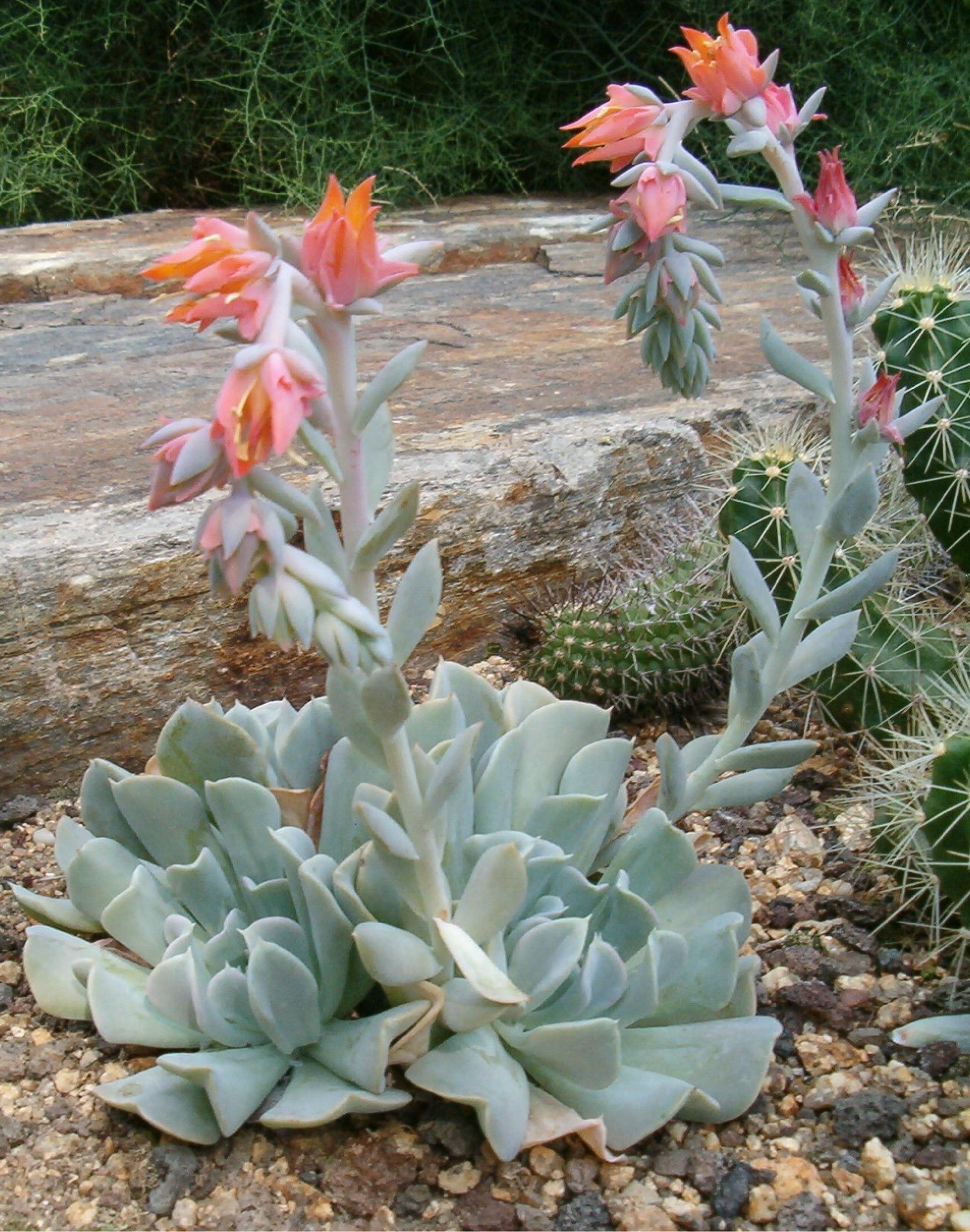
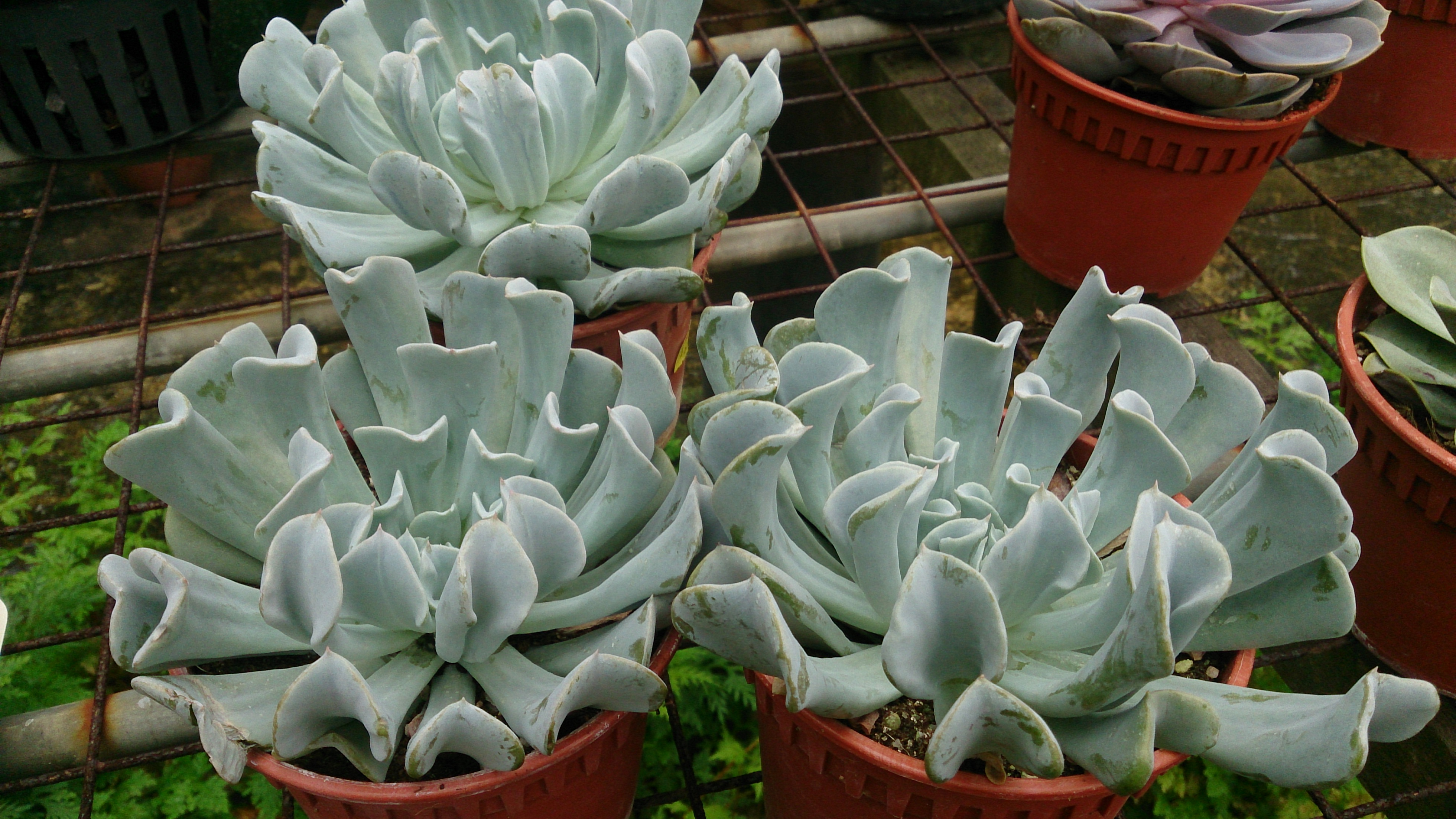